# Sutri
Sutri est une commune italienne d'environ 6 640 habitants, située dans la province de Viterbe, dans la région Latium, en Italie centrale.

## Histoire
Sutri, la « porte de l'Étrurie », est une vieille cité étrusque, prise par Camille en 389 av. J.-C., et devenue ainsi Sutrium sous la Rome antique.
Le roi lombard Liutprand la céda avec d’autres villes de la région, au pape Grégoire II en 728, lors de la Donation de Sutri.

## Monuments et patrimoine
- Le Parco urbano dell'antichissima Città di Sutri : amphithéâtre ; nécropole de 64 tombes dont trois tombes conjointes étrusques transformées en sanctuaire de Mithra sous les Romains, puis en l'église de la Madonna del Parto (fresques du XIVe siècle) ; Villa savoretti ; Chiesa della Madonna del Monte ; Chiesa Cavalieri di Malta ; les cuniculi ; vestiges du Castello di Carlo Magno ; Torre degli Arraggiati...

### Édifices religieux

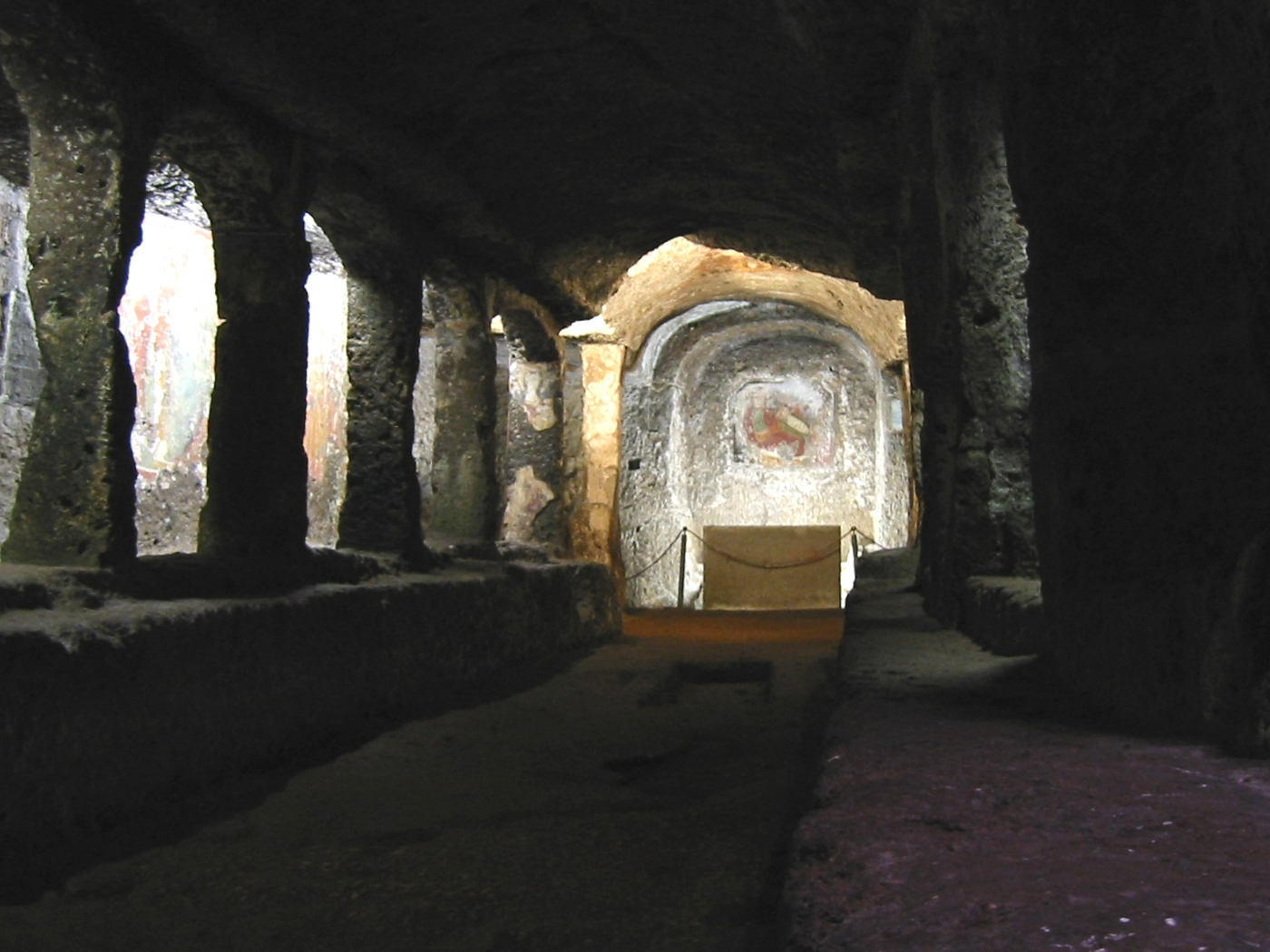
L'église de la Madonna del Parto.

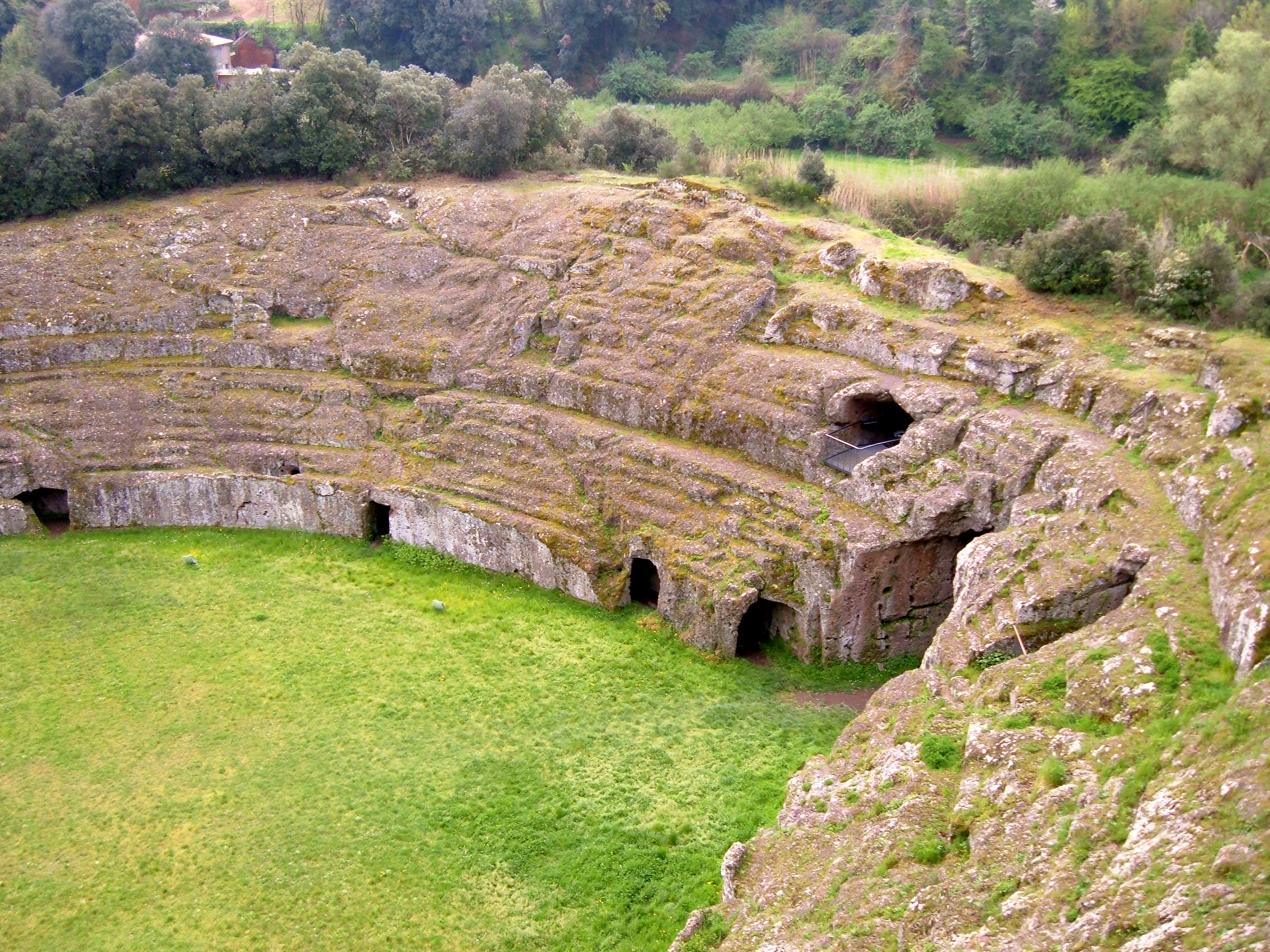
L'amphithéâtre.

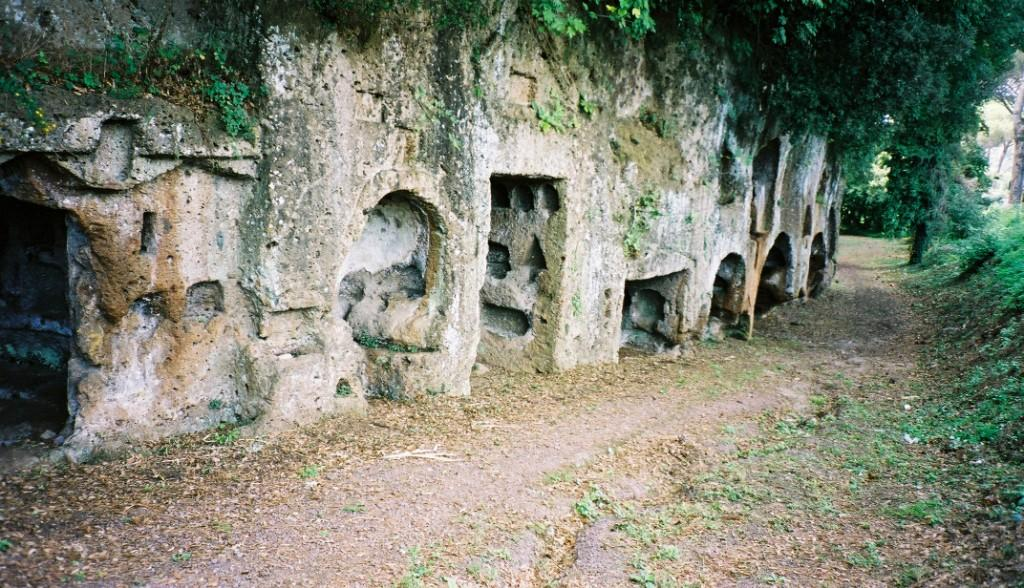
Tombes excavées.

- Cathédrale de Sutri
- Église Santissima Concezione
- Église  Chiesa di Santa Croce
- Église  San Francesco
- Église  Madonna del Monte
- Église  Madonna del Carmine
- Église de la Madonna del Parto
- Église  Santa Maria del Tempio
- Église  San Rocco
- Église  San Sebastiano
- Église  San Silvestro

## Administration
| Période                                  | Période  | Identité         | Étiquette     | Qualité |
| ---------------------------------------- | -------- | ---------------- | ------------- | ------- |
| 27 mai 2003                              | En cours | Vincenzo Petroni | Centro-Destra |         |
| Les données manquantes sont à compléter. |          |                  |               |         |

### Communes limitrophes
Bassano Romano, Bracciano, Capranica, Monterosi, Nepi, Ronciglione, Trevignano Romano

## Personnalités nées à Sutri
- Giovanni Andrea dell'Anguillara (1517-1570), poète.
- Giovanni Conti (cardinal, 1150), cardinal.